# Kemari

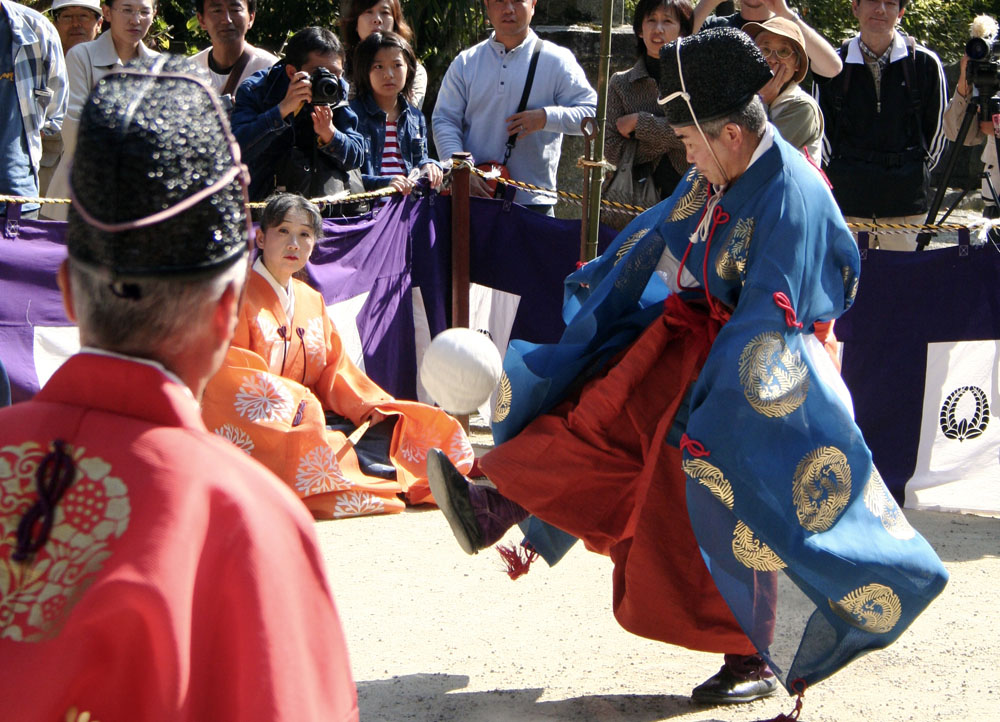
Hráč kemari

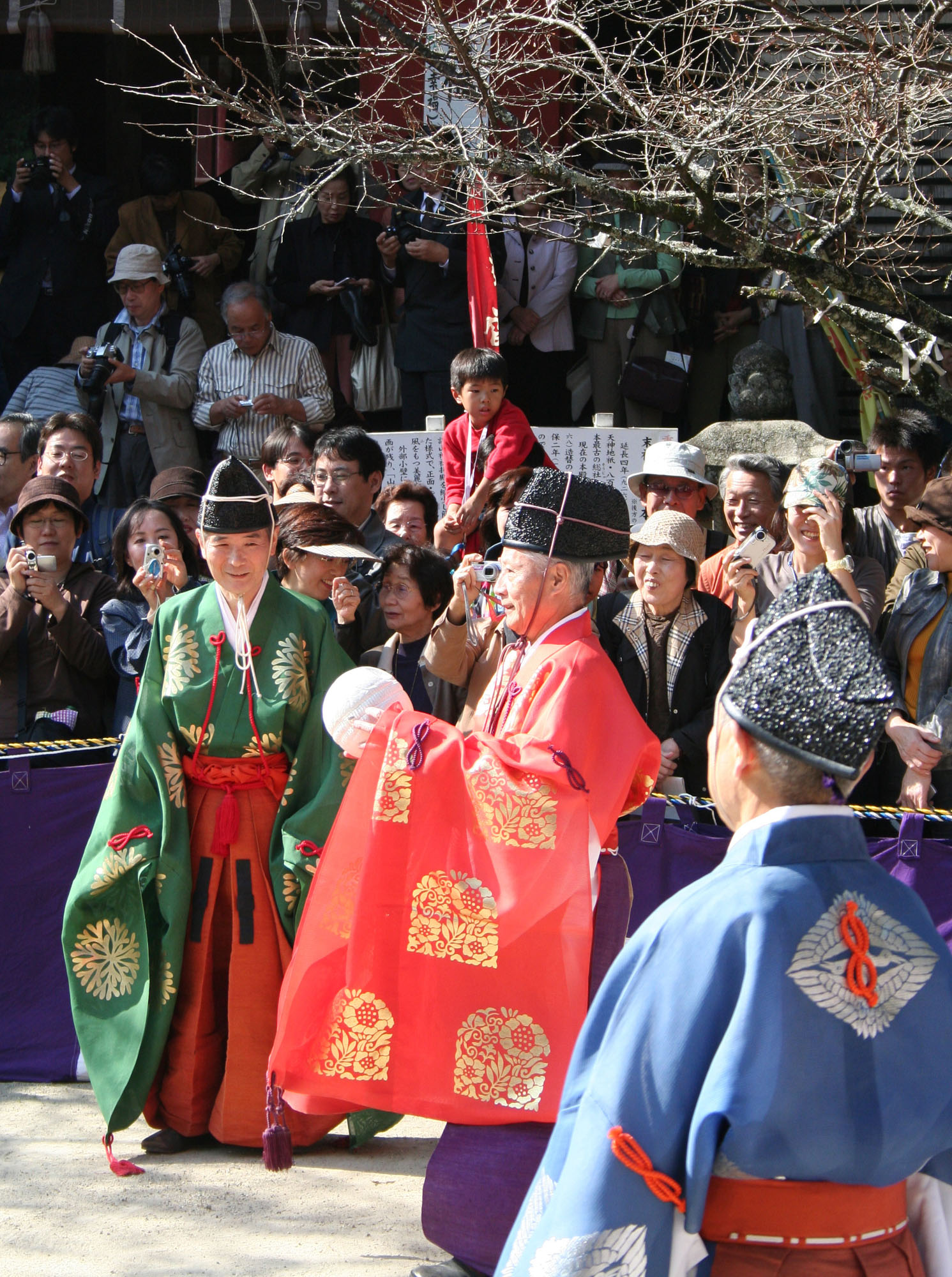
Hráč kemari

Kemari (japonsky:蹴鞠) je stará japonská míčová hra, populární během období Heian. Tento sport byl v moderní době znovu oživen a je hráván v šintoistických svatyních na oslavách.

## Historie
První zmínky o kemari pocházejí z roku 644 (období Asuka).  Pravidla byla standardizována ve 13. století. Hra byla ovlivněna čínským sportem cchu-ťü.

## Popis
Jedná se o nesoutěživý sport.  Cílem hry je udržet míč ve vzduchu. , přičemž všichni hráči spolupracují. Hráč může používat hlavu, nohy, kolena, záda a lokty. Osoba, která kope do balonu, je nazývána mariashi.
Míč, zvaný mari, je vyráběn z jelenice, osrstěná část kůže směřuje dovnitř. Vnitřek je plněný ječmenem, aby balon získal tvar. Když se kůže vytvaruje do požadované podoby, je ječmen vytažen. Míč se pak pomocí koňské kůže zašije.
Kemari se hraje na rovné ploše o rozměrech okolo 6-7 metrů čtverečních. Uniformy, ve kterých se hra hraje, připomínají oblečení z období Asuka. Včetně vraního klobouku. Tento typ oblečení se nazývá kariginu.

## Zajímavosti
- Americký prezident George H. W. Bush hrál kemari při jedné z jeho prezidentských návštěv Japonska. [4]